# Gustaf Ring
Gustaf Edvard Ring, född den 7 juli 1850 i Lunda socken, Södermanlands län, död den 21 augusti 1914, var en svensk präst. Han var far till Emanuel Ring.
Ring avlade folkskollärarexamen 1875. Han blev föreståndare och första lärare vid Stockholms stadsmissions barnhem 1878. Efter prästvigningen 1890 blev han kateket i Stockholm 1891, komminister i Adolf Fredriks församling där 1893 och i Gustav Vasa församling 1906.